# Оборона Волоколамска (1612)
Оборона Волоколамска — оборона русским гарнизоном города Волоколамск от польских войск короля Сигизмунда III в декабре 1612 года. Перед польским отрядом численностью около 5 тысяч человек стояла цель взять Москву, освобождённую в октябре того же года ополчением Минина и Пожарского от польского гарнизона, и в которую собирались депутаты Земского собора, призванные избрать нового царя. На пути к Москве в декабре 1612 года король приступил к осаде Волоколамска.
Осаждённые отказались сдаться и отбили три приступа. Тогда же поражение от русских под Москвой потерпел польский отряд Яна Жолкевского. Поражение под Москвой и неудачная осада Волоколамска послужили причиной отхода войска Сигизмунда в Польшу.
Это дало возможность провести в Москве Земский собор, который выбрал царём Михаила Фёдоровича Романова.
«Новый летописец» описывает оборону Волоколамска и её значение так:

 О приступе к Волоку. Услышал то король, что московские люди все на том встали, чтобы не брать сына его королевича на Московское государство, и повелел приступать сильными приступами к Волоку. На Волоке же в ту пору был воевода Иван Карамышев да Степан Чемесов, от них же толку мало было во граде. Бой же вели атаманы: Нелюб Марков да Иван Епанчин, бились на приступах, едва за руки не берясь, и на трех приступах перебили великое множество литовских и немецких людей.
Об отходе королевском из земли и об отказе немецким людям. Король же, видя мужество и крепкое стояние московских людей и срам свой и побитие литовских и немецких людей, пошел наспех из Московского государства: многие у него люди литовские и немецкие померли от мороза и голода. В Московском же государстве начальники и все люди воздали хвалу Богу, как Бог показал предивные чудеса такими последними [оставшимися] людьми Народы Московского государства, дал им Бог храбрость, встали против тех злодеев, и очистил Бог Московское государство радением начальников и службой и радением ратных людей, и послали [сообщить об этом] во все города. Во всех же городах была радость великая. — КНИГА НАЗЫВАЕМАЯ НОВЫЙ ЛЕТОПИСЕЦ

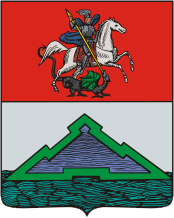
Герб Волоколамска (1781)

 В 1781 году в память обороны города от войск польского короля Сигизмунда в 1613 г. Волоколамск получил герб с изображением земляных укреплений.